# Алба Юлия
Вижте пояснителната страница за други значения на Белград.
Алба Юлия (на румънски: Alba Iulia или антично Bălgrad, на български: Бълград [от старобългарското Бѣлградъ] значещо „бяла крепост“ ; на латински: Apulum; на немски: Karlsburg; на унгарски: Gyulafehérvár или Bolgarfehérvár, където fehérvár буквално се превежда като „бял замък“) е град и административен център на окръг Алба в Трансилвания, Румъния.
Разположен е на брега на река Муреш. Населението му наброява 66 369 жители към 2000 г.

## История
През 953 г. унгарският владетел Зомбор на града се кръщава и приема името „Гюла“ (на румънски: Iuliu, Юлиу; на унгарски: Gyula, Дюла). За да се различава името на града от останалите със същото име (например Székesfehérvár – „Кралска Бяла“ или Nándorfehérvár – „Белград“ и др.), унгарците наричат крепостта на брега на река Муреш Gyulafehérvár – „Бялата крепост на Гюла“. На латински името е преведено като Alba Iulia. Това име е запазено и днес.
Присъединяването на Трансилвания към Румъния (Трианонски договор) е прокламирано с декларация на 1 декември 1918 г. именно в град Алба Юлия. Датата Първи декември се чества като национален празник на Румъния. През 1922 г. крал Фердинанд I и кралица Мария са короновани в Алба Юлия в православната катедрала, построена специално за случая.

## География
Градът има 66 369 жители (2002). Средногодишния прираст на населението е около 1,5 %. 16,3 % от жителите са на под 15 години, а 2,9 % – над 75-годишна възраст.

## Личности свързани с града
- Янош Хунияди
- Сава Бранкович

## Побратимени градове
- Алесандрия, Италия от 2009 г.
- Алкала де Енарес, Испания
- Арнсберг, Германия
- Варезе, Италия
- Горен Назарет, Израел
- Дюздже, Турция
- Егио, Гърция
- Сан Бенедето дел Тронто, Италия
- Секешфехервар, Унгария
- Сливен, България